# Naréna
Naréna is een gemeente (commune) in de regio Koulikoro in Mali. De gemeente telt 12.600 inwoners (2009).